# Antiche unità di misura del circondario di Milano

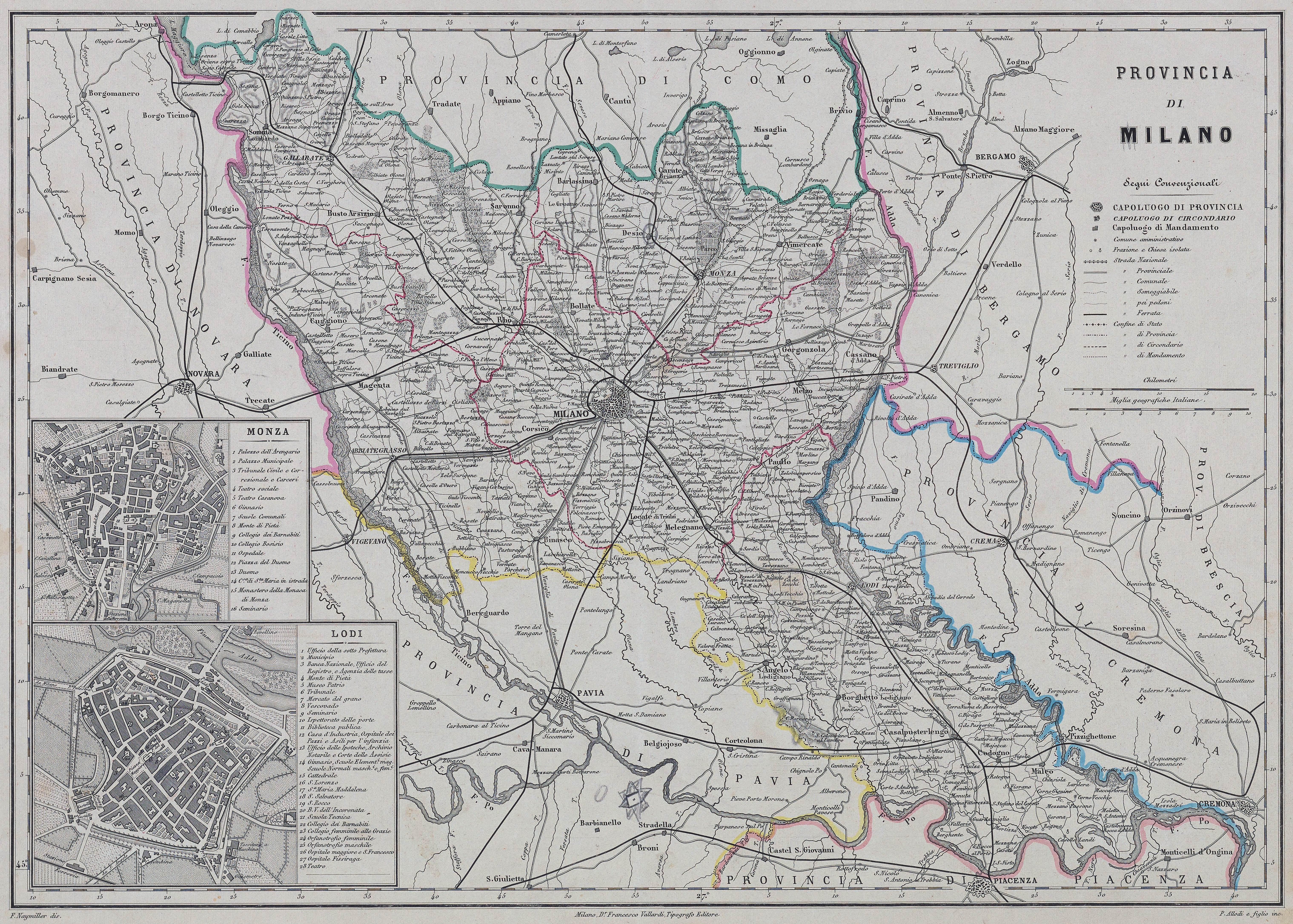
Mappa con indicazione dei confini del circondario di Milano nel 1868 circa

Sono qui riportate le conversioni tra le antiche unità di misura in uso nel circondario di Milano e il sistema metrico decimale, così come stabilite ufficialmente nel 1877.
Nonostante l'apparente precisione nelle tavole, in molti casi è necessario considerare che i campioni utilizzati (anche per le tavole di epoca napoleonica) erano di fattura approssimativa o discordanti tra loro.

## Misure di lunghezza
| Nome            | Nome            | Nome              | Nome              | Nome              | Valore      | Valore |
| --------------- | --------------- | ----------------- | ----------------- | ----------------- | ----------- | ------ |
| Miglio lombardo | Miglio lombardo | Miglio lombardo   | Miglio lombardo   | Miglio lombardo   | 1784,809344 | m      |
| 3000            | Braccio         | Braccio           | Braccio           | Braccio           | 0,594936    | m      |
| 36000           | 12              | Oncia del braccio | Oncia del braccio | Oncia del braccio |             |        |
| 432000          | 144             | 12                | Punto del braccio | Punto del braccio |             |        |
| 5184000         | 1728            | 144               | 12                | Atomo del braccio |             |        |

| Nome           | Nome              | Valore   | Valore |
| -------------- | ----------------- | -------- | ------ |
| Piede liprando | Piede liprando    | 0,446202 | m      |
| 9              | Oncia del braccio |          |        |

| Nome    | Nome     | Nome     | Nome            | Nome            | Nome            | Valore   | Valore |
| ------- | -------- | -------- | --------------- | --------------- | --------------- | -------- | ------ |
| Gettata |          |          |                 |                 |                 |          |        |
| 2       | Trabucco | Trabucco | Trabucco        | Trabucco        | Trabucco        | 2,611110 | m      |
| 12      | 6        | Piede    | Piede           | Piede           | Piede           |          |        |
| 144     | 72       | 12       | Oncia del piede | Oncia del piede | Oncia del piede |          |        |
| 1728    | 864      | 144      | 12              | Punti del piede | Punti del piede |          |        |
| 20736   | 10368    | 1728     | 144             | 12              | Atomo del piede |          |        |

## Misure di superficie
| Nome            | Nome            | Nome              | Valore   | Valore |
| --------------- | --------------- | ----------------- | -------- | ------ |
| Pertica agraria | Pertica agraria | Pertica agraria   | 654,5179 | m²     |
| 24              | Tavola          | Tavola            | 27,2716  | m²     |
| 96              | 4               | Trabucco quadrato |          |        |

| Nome   | Nome                            | Nome                            | Nome                            | Nome                            | Valore  | Valore |
| ------ | ------------------------------- | ------------------------------- | ------------------------------- | ------------------------------- | ------- | ------ |
| Tavola | Tavola                          | Tavola                          | Tavola                          | Tavola                          | 27,2716 | m²     |
| 12     | Piede di tavola o gettata-piede | Piede di tavola o gettata-piede | Piede di tavola o gettata-piede | Piede di tavola o gettata-piede |         |        |
| 144    | 12                              | Oncia di tavola o gettata-oncia | Oncia di tavola o gettata-oncia | Oncia di tavola o gettata-oncia |         |        |
| 1728   | 144                             | 12                              | Punto di tavola o gettata-punto | Punto di tavola o gettata-punto |         |        |
| 20736  | 1728                            | 144                             | 12                              | Atomo di tavola                 |         |        |

| Nome                         | Nome                         | Nome                         | Nome                         | Valore   | Valore |
| ---------------------------- | ---------------------------- | ---------------------------- | ---------------------------- | -------- | ------ |
| Braccio quadrato o quadretto | Braccio quadrato o quadretto | Braccio quadrato o quadretto | Braccio quadrato o quadretto | 0,353949 | m²     |
| 12                           | Oncia di braccio             | Oncia di braccio             | Oncia di braccio             |          |        |
| 144                          | 12                           | Punto di braccio             | Punto di braccio             |          |        |
| 1728                         | 144                          | 12                           | Atomo di braccio             |          |        |

| Nome           | Nome               | Nome               | Nome               | Valore   | Valore |
| -------------- | ------------------ | ------------------ | ------------------ | -------- | ------ |
| Braccio d'asse | Braccio d'asse     | Braccio d'asse     | Braccio d'asse     | 1,415798 | m²     |
| 12             | Oncia superficiale | Oncia superficiale | Oncia superficiale |          |        |
| 144            | 12                 | Punto superficiale | Punto superficiale |          |        |
| 1728           | 144                | 12                 | Atomo superficiale |          |        |

Il braccio d'asse era rappresentato da una superficie rettangolare della lunghezza di 4 braccia e della larghezza di un braccio.

## Misure di volume
| Nome           | Nome         | Nome                     | Valore  | Valore |
| -------------- | ------------ | ------------------------ | ------- | ------ |
| Carro da legna |              |                          |         |        |
| 16             | Braccio cubo | Braccio cubo             | 210,577 | L      |
| 27648          | 1728         | Oncia cubica del braccio |         |        |

| Nome         | Nome                   | Nome                   | Nome                   | Valore  | Valore |
| ------------ | ---------------------- | ---------------------- | ---------------------- | ------- | ------ |
| Braccio cubo | Braccio cubo           | Braccio cubo           | Braccio cubo           | 210,577 | L      |
| 12           | Oncia del braccio cubo | Oncia del braccio cubo | Oncia del braccio cubo |         |        |
| 144          | 12                     | Punto del braccio cubo | Punto del braccio cubo |         |        |
| 1728         | 144                    | 12                     | Atomo del braccio cubo |         |        |

Il carro da legna era rappresentato da un parallelepipedo lungo e largo 4 braccia e alto un braccio.

## Misure di capacità per gli aridi (Unità di misura utilizzata per indicare il volume)
| Nome            | Nome            | Nome            | Nome            | Nome            | Nome            | Valore   | Valore |
| --------------- | --------------- | --------------- | --------------- | --------------- | --------------- | -------- | ------ |
| Moggio da grano | Moggio da grano | Moggio da grano | Moggio da grano | Moggio da grano | Moggio da grano | 146,2343 | L      |
| 8               | Staio           | Staio           | Staio           | Staio           | Staio           | 18,2793  | L      |
| 16              | 2               | Mina            | Mina            | Mina            | Mina            |          |        |
| 32              | 4               | 2               | Quartaro        | Quartaro        | Quartaro        |          |        |
| 128             | 16              | 8               | 4               | Metà            | Metà            |          |        |
| 512             | 64              | 32              | 16              | 4               | Quartino        |          |        |

Il moggio da grano corrispondeva a 1200 once cube del braccio Milanese.
| Nome | Nome  | Nome  | Nome     | Nome     | Nome     | Valore  | Valore |
| ---- | ----- | ----- | -------- | -------- | -------- | ------- | ------ |
| Soma |       |       |          |          |          |         |        |
| 9    | Staio | Staio | Staio    | Staio    | Staio    | 18,2793 | L      |
| 18   | 2     | Mina  | Mina     | Mina     | Mina     |         |        |
| 36   | 4     | 2     | Quartaro | Quartaro | Quartaro |         |        |
| 144  | 16    | 8     | 4        | Metà     | Metà     |         |        |
| 576  | 64    | 32    | 16       | 4        | Quartino |         |        |

La soma si adoperava esclusivamente per la misura dell'avena.
| Nome                    | Nome                    | Nome                    | Nome                    | Nome                    | Valore   | Valore |
| ----------------------- | ----------------------- | ----------------------- | ----------------------- | ----------------------- | -------- | ------ |
| Moggio da carbone colmo | Moggio da carbone colmo | Moggio da carbone colmo | Moggio da carbone colmo | Moggio da carbone colmo | 225,1033 | L      |
| 8                       | Staio                   | Staio                   | Staio                   | Staio                   |          |        |
| 32                      | 4                       | Quartaro                | Quartaro                | Quartaro                |          |        |
| 128                     | 16                      | 4                       | Metà                    | Metà                    |          |        |
| 512                     | 64                      | 16                      | 4                       | Quartino                |          |        |

| Nome                   | Nome                   | Nome                   | Nome                   | Nome                   | Valore   | Valore |
| ---------------------- | ---------------------- | ---------------------- | ---------------------- | ---------------------- | -------- | ------ |
| Moggio da carbone raso | Moggio da carbone raso | Moggio da carbone raso | Moggio da carbone raso | Moggio da carbone raso | 221,0453 | L      |
| 8                      | Staio                  | Staio                  | Staio                  | Staio                  |          |        |
| 32                     | 4                      | Quartaro               | Quartaro               | Quartaro               |          |        |
| 128                    | 16                     | 4                      | Metà                   | Metà                   |          |        |
| 512                    | 64                     | 16                     | 4                      | Quartino               |          |        |

### Documentazione storica
Nella seconda metà del XVIII sec. per il grano veniva considerata la corrispondenza tra un braccio buco e 12 staia, perciò il moggio da grano doveva corrispondere a 1152 once cubiche del braccio, cioè litri 140,385, e lo staro a litri 17,548. La misurazione del 1803, ripresa dalle tavole del 1877, avrebbe perciò sovrastimato il valore del moggio tradizionale.

## Misure di capacità per i liquidi
| Nome   | Nome   | Nome           | Nome           | Nome           | Nome           | Nome           | Nome           | Valore  | Valore |
| ------ | ------ | -------------- | -------------- | -------------- | -------------- | -------------- | -------------- | ------- | ------ |
| Brenta | Brenta | Brenta         | Brenta         | Brenta         | Brenta         | Brenta         | Brenta         | 75,5544 | L      |
| 3      | Staio  | Staio          | Staio          | Staio          | Staio          | Staio          | Staio          |         |        |
| 6      | 2      | Secchia o mina | Secchia o mina | Secchia o mina | Secchia o mina | Secchia o mina | Secchia o mina |         |        |
| 12     | 4      | 2              | Quartaro       | Quartaro       | Quartaro       | Quartaro       | Quartaro       |         |        |
| 48     | 16     | 8              | 4              | Pinta          | Pinta          | Pinta          | Pinta          |         |        |
| 96     | 32     | 16             | 8              | 2              | Boccale        | Boccale        | Boccale        |         |        |
| 192    | 64     | 32             | 16             | 4              | 2              | Mezzo          | Mezzo          |         |        |
| 384    | 128    | 64             | 32             | 8              | 4              | 2              | Zaina          |         |        |

La brenta conteneva 620 once cube del braccio milanese.

### Documentazione storica
Secondo una rilevazione del XVIII sec. un braccio cubico conteneva «brente 2, stara 2, quartari 2, boccali 2». Una brenta corrispondeva così a circa 605,43 once cubiche del braccio.
Secondo Angelo Mazzi, il valore originario della brenta sarebbe stato pari a 576 once cubiche del braccio, cioè un terzo del braccio cubico.
La mancata corrispondenza tra le unità di volume per liquidi e una semplice frazione del braccio cubico è probabilmente dovuta all'utilizzo di unità di peso per misurare i liquidi: già nel tentativo di riforma del 1604 era indicato il peso di una libbra grossa (28 once) per un boccale, cioè di 224 libbre sottili per una brenta.

## Pesi
| Nome               | Nome | Nome          | Nome          | Valore   | Valore |
| ------------------ | ---- | ------------- | ------------- | -------- | ------ |
| Fascio o centinaio |      |               |               |          |        |
| 10                 | Peso | Peso          | Peso          |          |        |
| 100                | 10   | Libbra grossa | Libbra grossa | 762,517  | g      |
| 2800               | 280  | 28            | Oncia         | 27,23275 | g      |

| Nome     | Nome  | Nome                       | Nome                       | Valore   | Valore |
| -------- | ----- | -------------------------- | -------------------------- | -------- | ------ |
| Quintale |       |                            |                            |          |        |
| 4        | Rubbo | Rubbo                      | Rubbo                      |          |        |
| 100      | 25    | Libbra piccola (o sottile) | Libbra piccola (o sottile) | 326,793  | g      |
| 1200     | 300   | 12                         | Oncia                      | 27,23275 | g      |

| Nome  | Nome   | Nome   | Valore   | Valore |
| ----- | ------ | ------ | -------- | ------ |
| Oncia | Oncia  | Oncia  | 27,23275 | g      |
| 12    | Denaro | Denaro |          |        |
| 144   | 12     | Grano  |          |        |

I farmacisti usavano da prima la stessa libbra piccola del commercio comune, quindi, dietro prescrizione governativa, la libbra medicinale di Vienna eguale a grammi 420,00768.
Per i gioiellieri:
| Nome           | Nome           | Nome           | Nome           | Nome           | Valore  | Valore |
| -------------- | -------------- | -------------- | -------------- | -------------- | ------- | ------ |
| Marco di zecca | Marco di zecca | Marco di zecca | Marco di zecca | Marco di zecca | 231,997 | g      |
| 8              | Oncia          | Oncia          | Oncia          | Oncia          |         |        |
| 192            | 24             | Denaro         | Denaro         | Denaro         |         |        |
| 4608           | 576            | 24             | Grano          | Grano          |         |        |
| 110592         | 13824          | 576            | 24             | Granetto       |         |        |

Per i diamanti:
| Nome            | Nome            | Valore  | Valore |
| --------------- | --------------- | ------- | ------ |
| Carato d'Olanda | Carato d'Olanda | 0,20567 | g      |
| 4               | Grano           |         |        |

II grano si divide in metà, quarti, ottavi, sedicesimi, trentaduesimi, sessantaquattresimi, centoventottesimi.

## Territorio
Nel 1874 nel circondario di Milano erano presenti 79 comuni divisi in 16 mandamenti.
- Bollate • Arese, Bollate, Cassina del Pero, Cerchiate, Cesate, Garbagnate Milanese, Pinzano, Mazzo Milanese, Musocco, Novate Milanese, Senago, Terrazzano, Trenno
- Cassano d'Adda • Cassano d'Adda, Grezzago, Inzago, Pozzo d'Adda, Pozzuolo Martesana, Trezzano Rosa, Trezzo sull'Adda, Vaprio d'Adda
- Corsico • Assago, Baggio, Buccinasco, Cesano Boscone, Corsico, Cusago, Settimo Milanese, Trezzano sul Naviglio
- Gorgonzola • Basiano, Bellinzago Lombardo, Busnago, Bussero, Cambiago, Cassina dei Pecchi, Cernusco Asinario, Cornate, Gessate, Gorgonzola, Masate, Pessano, Roncello, Vignate
- Locate di Triulzi • Basiglio, Chiaravalle Milanese, Locate di Triulzi, Opera, Pieve Emanuele, Quintosole, Rozzano, San Donato Milanese
- Melegnano • Carpiano, Cerro al Lambro, Colturano, Mediglia, Melegnano, Riozzo, Viboldone, Vizzolo Predabissi
- Melzo • Lambrate, Liscate, Melzo, Mezzate, Pantigliate, Peschiera Borromeo, Pioltello, Rodano, Segrate, Settala, Truccazzano
- Milano I • Milano (Porta Garibaldi, Porta Tenaglia e Arco della Pace)
- Milano II • Milano (Porta Nuova)
- Milano III • Milano (Porta Venezia e Porta Vittoria)
- Milano IV • Milano (Porta Romana e Porta Vigentina)
- Milano V • Milano (Porta Ticinese e Porta Ludovica)
- Milano VI • Milano (Porta Magenta)
- Milano VII • Milano (Corpi Santi I)
- Milano VIII • Milano (Corpi Santi II)
- Milano (campagna) • Affori, Cormano, Crescenzago, Gorla, Greco Milanese, Niguarda, Precotto, Turro